# Ląd, o którym zapomniał czas
Ląd, o którym zapomniał czas (ang. The Land That Time Forgot) – film przygodowy fantasy z 1974 roku na podst. powieści Ląd zapomniany przez czas (The Land That Time Forgot) Edgara Rice’a Burroughsa.
Film w Polsce miał premierę na serwisie VOD Entclick w kwietniu 2021.

## Obsada
- Doug McClure – Bowen Tyler
- John McEnery – kapitan Friedrich Von Schoenvorts
- Anton Diffring – kapitan Friedrich Von Schoenvorts (głos)
- Susan Penhaligon – Lisa Clayton
- Keith Barron – John Bradley
- Anthony Ainley – porucznik Dietz
- Godfrey James – Borg
- Bobby Parr – Ahm
- Declan Mulholland – Olson
- Colin Farrell – Whiteley
- Ben Howard – Benson
- Roy Holder – Plesser
- Andrew McCulloch – Sinclair
- Ron Pember – Jones
- Grahame Mallard – Deusett
- Andrew Lodge – Reuther
- Brian Hall – Schwartz
- Stanley McGeagh – Hiller
- Peter Sproule – Hindle
- Steve James – pierwszy Sto-Lu

## Produkcja
| „Doug był wielkim atutem. W scenach walki był szczególnie dobry ze względu na godziny spędzone w amerykańskich filmach akcji. Przez cały czas wiedział dokładnie, gdzie znajduje się kamera i uderzał dokładnie tam, gdzie efekt zadziałał na ekranie. Zawsze był chętny do współpracy i wpadł na wiele pomysłów ” – Kevin Connor |

Amicus początkowo chciał obsadzić Douga McClure’a na czele, ale odmówił, więc podpisali kontrakt ze Stuartem Whitmanem. Następnie Samuel Z. Arkoff z American International Pictures włączył się do produkcji jako współproducent zapewniając większość budżetu, ale pod warunkiem obsadzenia McClure’a. Zmienił zdanie i zgodził zagrać w filmie.
Zdjęcia rozpoczęły się w lutym 1974 roku i trwały 16 tygodni. Do kręcenia filmów wykorzystano Shepperton Studios, podczas gdy niektóre sceny osadzone w krajobrazach Caprona zostały nakręcone w nieużywanym glinowym dole w Reading, Berkshire.
Kevin Connor wspominał: „Powodem, dla którego zdecydowaliśmy się na marionetki, był bardziej płynny wygląd. Roger Dicken, który stworzył dinozaury, wykonał tak drobne szczegóły i tak dobrze opanował ruch, że poszliśmy z nim i zastosowaliśmy tę technikę. Opracowaliśmy również użycie małej kamery VistaVision do kręcenia zdjęć z tłem dinozaurów, co dało nam świetną jakość, ponieważ odsłonięta rama jest dwa razy większa niż normalna 35-milimetrowa. Wszystko zostało również nakręcone z przodu”.
U-boot i statki były modelami, a dinozaury i inne prehistoryczne zwierzęta były marionetkami, trzymanymi w ręku lub na sznurkach, aniżeli poklatkowymi. Kwestie dialogowe Von Schoenvortsa zostały później zdubbingowe w postprodukcji przez urodzonego w Niemczech aktora Antona Diffringa.
Amicus zrobił dwie kolejne adaptacje prozy Burroughsa – The People That Time Forgot (1977), bezpośrednią kontynuację tego filmu z Patrickiem Wayne’em, Sarah Douglas i McClure’em i At the Earth’as Core (1976), z McClure’em (w innej roli), Peterem Cushingiem i Caroline Munro. Wszystkie trzy filmy były dystrybuowane w Stanach Zjednoczonych przez American International Pictures.

## Odbiór

### Recenzje
The Land That Time Forgot spotkał się z mieszanymi recenzjami krytyków i publiczności, uzyskując aprobatę Rotten Tomatoes na poziomie 50%.
The New York Times zauważył, że film jest „początkowo przyjemnym obrazem o odkryciu tajemniczej krainy, w której współistnieją różne etapy ewolucji”, ale „wczesne zalety Lądu zapadają się po dotarciu na wyspę i korku ulicznym w rozwoju sztucznych potworów”.

### Wyniki finansowe
Film był czternastym największym przebojem w brytyjskim box office’ie w 1975 roku.

## Adaptacja komiksu
Komiksowa adaptacja filmu ukazała się w Marvel Movie Premiere, czarno-białym one-shocie wydanym przez Marvel Comics we wrześniu 1975 roku. Został napisany przez Marva Wolfmana i narysowany przez Sonny’ego Trinidada.